# Pseudobagarius fuscus
Pseudobagarius fuscus es una especie de pez de la familia Akysidae en el orden de los Siluriformes.

## Hábitat
Vive en arroyos de corrientes rápidas  en zonas de altitud alta.

## Distribución geográfica
Se encuentran en Asia: cuenca del río Kapuas (Borneo, Indonesia).